# La Plateforme 2
Série
La Plateforme
(2019)
Pour plus de détails, voir Fiche technique et Distribution.
La Plateforme 2 (El hoyo 2) est un film espagnol réalisé par Galder Gaztelu-Urrutia, sorti en 2024. Le film est un préquel de La Plateforme, sorti en 2019.

## Synopsis
Une grande prison, de type centre d'autogestion vertical, abrite divers criminels. Les dizaines d'étages abritent deux occupants par étage et une plate-forme flottante leur livre de la nourriture selon un horaire quotidien en partant du haut. Ils commencent également à s'attaquer à chaque niveau.

## Fiche technique
- Titre original : El hoyo 2
- Titre français : La Plateforme 2
- Réalisation : Galder Gaztelu-Urrutia
- Scénario : David Desola, Galder Gaztelu-Urrutia, Egoitz Moreno et Pedro Rivero
- Musique : Aitor Etxebarria
- Direction artistique, décors et costumes : Azegiñe Urigoitia
- Photographie : Jon Sangroniz
- Montage : Haritz Zubillaga
- Production : Galder Gaztelu-Urrutia, Carlos Juárez et Raquel Perea
- Pays de production :  Espagne
- Langue originale : espagnol (et quelques répliques en français)
- Format : couleurs - 2,35:1 - 35 mm - Dolby Atmos
- Genre : horreur, science-fiction, thriller
- Durée : 94 minutes
- Dates de sortie :
  - Monde : 4 octobre 2024 (Netflix)

## Distribution
- Milena Smit (VF : Sara Chambin) : Perempuán
- Hovik Keuchkerian (VF : Jochen Hägele) : Zamiatin
- Natalia Tena (VF : Céline Ronté) : Sahabat, la femme du niveau 51
- Óscar Jaenada (VF : Olivier Peissel) : Dagin Babi
- Bastien Ughetto (VF : lui-même) : Robespierre
- Zorion Eguileor (VF : Jacques Bouanich) : Trimagasi
- Alexandra Masangkay : Miharu
- Antonia San Juan (VF : Josiane Pinson) : Imoguiri
- Emilio Buale (VF : Gilles Morvan) : Baharat
- Ivan Massagué (VF : Alexis Victor) : Goreng
- Pedro Bachura (VF : Jean-Jacques Nervest) : le barbare du niveau 54
- Armando Buika (VF : Grégory Lerigab) : le barbare du niveau 73
- Gorka Zufiaurre (VF : Arthur Pestel) : le  prisonnier trisomique
- Ken Appledorn (en) : le loyaliste du niveau 52
- Hoji Fortuna : l'homme du niveau 52